# Rubus saltuensis
Rubus saltuensis är en rosväxtart som beskrevs av Liberty Hyde Bailey. Rubus saltuensis ingår i släktet rubusar, och familjen rosväxter. Inga underarter finns listade i Catalogue of Life.